# Una espia accidental
 Una espia accidental (títol original en anglès: 13 Frightened Girls, o The Candy Web) és una pel·lícula d'espionatge estatunidenca, dirigida i produïda per William Castle i estrenada el 1963. Ha estat doblada al català.

## Argument
Tretze noies d'una pensió en Suïssa, i especialment una d'elles, Candace Hull, es diverteix fent investigacions de forma aficionada, es troben en un assumpte d'espionatge molt seriós, sota el fons de la guerra freda…

## Repartiment
- Murray Hamilton: Wally Sanders
- Kathy Dunn: Candace Hull
- Hugh Marlowe: John Hull
- Khigh Dhiegh|lang: Kang
- Norma Varden: Miss Pittford
- Alexandra Bastedo: Alex
- Judy Pace|lang: Liberia
- Emil Sitka|lang: Ludwig

## Premis i nominacions
Nominacions
- 2010: Premi Saturn a la millor col·lecció DVD